# Karunki
Karunki (svenska även Karungi) är en tätort i Torneå kommun i Finland. I området finns cirka 500 invånare. I orten finns Karunki kyrka.
Karunki ligger vid Torne älv, mittemot den svenska tätorten Karungi. Europaväg 8 går rakt genom orten, och järnvägen Kolaribanan passerar den också.
Före finska kriget tillhörde orten Sverige och Karungi by. Sen 1809 tillhör orten Finland. Karunki församling bildades 1812 som kapellförsamling under Nedertorneå församling. 1859 blev Karunki självständig församling och pastorat.

## Befolkningsutveckling
| Befolkningsutvecklingen i Karunki 1960–2012 | Befolkningsutvecklingen i Karunki 1960–2012 | Befolkningsutvecklingen i Karunki 1960–2012 | Befolkningsutvecklingen i Karunki 1960–2012 | Befolkningsutvecklingen i Karunki 1960–2012 |
| ------------------------------------------- | ------------------------------------------- | ------------------------------------------- | ------------------------------------------- | ------------------------------------------- |
|                                             |                                             |                                             |                                             |                                             |
| År                                          |                                             |                                             | Folkmängd                                   | Landareal (km²)                             |
| 1960                                        | 1960                                        |                                             | 620                                         | 4,15                                        |
| 1970                                        | 1970                                        |                                             | 562                                         | 3,70                                        |
| 1980                                        | 1980                                        |                                             | 529                                         | 4,6                                         |
| 2012                                        | 2012                                        |                                             | 483                                         | 2,12                                        |
| Anm.: 1960 och 1970 som Karunki kyrkby      |                                             |                                             |                                             |                                             |

## Karunki kommun
Karunki var en egen kommun fram till 1973 då den kom att ingå i Torneå kommun. Kommunen hade år 1970 2 246 invånare och en yta på 247,3 km².

### Politik

#### Mandatfördelning i Karunki kommun, valen 1964–1968
Statistik över kommunalval i Finland finns tillgänglig i statistikcentralens publikationer för enskilda kommuner från valet 1964 och framåt. Publikationen över kommunalvalet 1968 var den första som redovisade komplett partitillhörighet.
| 3 | 14 |

| 2 | 2 | 13 |